# El Club (2015)
El Club ist ein chilenischer Film von Pablo Larraín. Der Film hatte seine Premiere im Wettbewerb der Internationalen Filmfestspiele Berlin 2015 und erhielt dort den Großen Preis der Jury. El Club wurde zudem als chilenischer Beitrag für einen Oscar in der Kategorie „Bester fremdsprachiger Film“ eingereicht. Der Kinostart in Deutschland war am 5. November 2015.

## Handlung
In einem chilenischen Küstendorf lebt eine Gruppe von Priestern zusammen mit einer Schwester in einer  Wohngemeinschaft. Eines Tages erreicht ein neuer Priester das Haus. Er wird von der Gemeinschaft herzlich empfangen, allerdings erscheint kurz darauf ein Fremder, der schwere Vorwürfe gegen den Priester erhebt. Um den Schuldvorwürfen zu entkommen, nimmt sich der Priester unvermittelt das Leben.
Die Nachricht von dem Vorfall verbreitet sich schnell innerhalb der katholischen Kirche des Landes. Sie sieht sich gezwungen, einen jesuitischen Gesandten in das Dorf zu schicken, um den Vorgang aufzuklären. In verhörartigen Gesprächen wird deutlich, warum die Geistlichen das Exil wählten. Es stellt sich heraus, dass die Priester wegen schwerer Vergehen in der Vergangenheit, etwa sexueller Missbrauch, politische Unbotmäßigkeit und Kindesraub, von der katholischen Kirche exkommuniziert wurden und nun unter Aufsicht der strengen Ordensschwester in einer Art Gefängnis ihr Dasein fristen.

## Kritiken

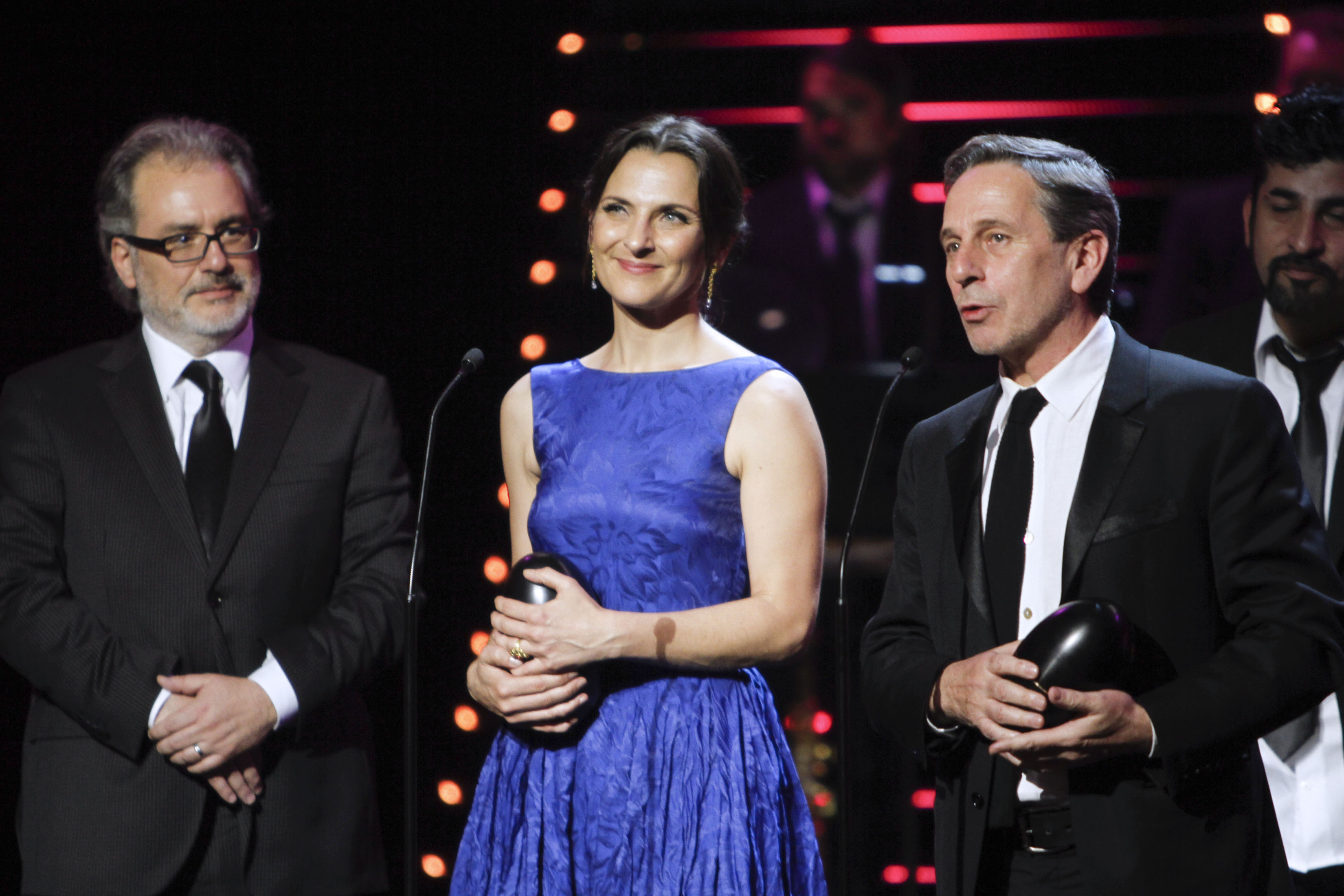
Antonia Zegers und Alfredo Castro spielen Schwester Mónica und Padre Vidal

Der Film erhielt überwiegend gute Kritiken. Das Branchenblatt Variety nannte den Film ein „originelles und brillant gespieltes Kammerspiel, in dem Larraíns politische Stimme so laut und klar wie nie zuvor zur Geltung“ komme.
Der Filmdienst urteilte, der „visuell eindringliche, in bedrückend düsteren Tönen gehaltene Film verknüpft Atmosphäre, Handlung und eine an der christlichen Ikonografie angelehnte Bildsprache zu einem vielschichtigen Drama über innerkirchliche Machtverhältnisse und das Ringen um mehr Transparenz“.
The Guardian kommentierte, während „unsere Ohren vom unermüdlichen Wind ausgepeitscht“ würden, erzeugten Sergio Armstrongs „Kameraeinstellungen gähnender, trostloser Landschaften einen klaustrophobischen Widescreen-Effekt“.

## Auszeichnungen
Neben dem Großen Preis der Jury bei der Berlinale erhielt der Film zahlreiche weitere Würdigungen auf diversen Filmfestivals. Gewinnen konnte El Club etwa den Preis als bester Film beim Austin Fantastic Fest 2015 sowie den Silver Hugo für die beste Regie und die Silver Plaque für das beste Ensemble und das beste Drehbuch beim Chicago International Film Festival 2015. Das Ensemble gewann zudem den Schauspielerpreis beim Mar del Plata Film Festival 2015, wo ebenfalls das Drehbuch ausgezeichnet wurde. El Club gewann außerdem beim 37. Internationalen Festival des Neuen Lateinamerikanischen Films in Havanna die Große Koralle, den Hauptpreis. Bei den Golden Globes 2016 erhielt der Film eine Nominierung als bester fremdsprachiger Film.